# Inno nazionale dell'Uruguay
L'inno nazionale dell'Uruguay (in spagnolo, per esteso, Himno nacional de la República Oriental del Uruguay) è anche noto dal suo primo verso come Orientales, la patria o la tumba («Orientali, la patria o la tomba»). Il termine orientales indica il popolo uruguaiano e si riferisce al fatto che, dal 1776 al 1816 (anno dell'annessione all'Impero del Brasile), il territorio attualmente costituente l'Uruguay costituiva una provincia del Vicereame del Río de la Plata con il nome di Banda Oriental, in quanto posto ad est rispetto al fiume Uruguay. Tale riferimento è rimasto tutt'oggi nel nome ufficiale dello Stato (República Oriental del Uruguay).
Ai sensi del decreto del governo uruguaiano del 18 febbraio 1952, l'inno è tra i simboli nazionali della Repubblica, unitamente alla bandiera, allo stemma, alla bandiera di Artigas, alla bandiera dei Trentatré Orientali e alla coccarda nazionale.

## Storia
Il testo è opera del poeta uruguaiano Francisco Acuña de Figueroa (autore, tra l'altro, anche delle parole dell'inno del Paraguay, Paraguayos, República o Muerte) e fu adottato ufficialmente come inno nazionale con decreto dell'8 luglio 1833. Il decreto adottava le sole parole, prevedendo che venisse a breve disposta dal Governo la composizione della colonna sonora.
Lo stesso Acuña de Figueroa apportò al testo alcune modifiche, approvate dal governo uruguaiano il 12 luglio 1845.
La musica fu realizzata dal compositore di origine valacca Francisco José Debali, in collaborazione con il cantautore uruguaiano Fernando Quijano, e venne adottata come colonna sonora dell'inno con decreti del 25 e del 26 luglio 1848. Tali decreti, per la verità, non nominavano Debali, attribuendo al solo Quijano la paternità della musica. Solo a seguito delle vibranti proteste di Debali, la colonna sonora gli venne ufficialmente attribuita.
Il 20 maggio 1938 fu approvata un'ultima modifica della musica dell'inno, con gli interventi di Gerardo Alfonso Grasso e Benone Calcavecchia. Il testo stesso venne lievemente aggiustato, per permetterne, in sede di esecuzione dell'inno, una lettura grammaticalmente corretta.

## Testo cantato
Libertad o con gloria morir!

Orientales, la Patria o la tumba,

Libertad o con gloria morir!
Es el voto que el alma pronuncia,

Y que heroicos sabremos cumplir.

Es el voto que el alma pronuncia,

Y que heroicos sabremos cumplir.

¡Que sabremos cumplir!
Es el voto que el alma pronuncia,

Y que heroicos sabremos cumplir!

¡Que sabremos cumplir!

¡Sabremos cumplir!

¡Sabremos cumplir!

¡Sabremos cumplir!
¡Libertad, libertad, Orientales!

Este grito a la patria salvó.

que a sus bravos, en fieras batallas,

De entusiasmo sublime inflamó.
¡Libertad, libertad, Orientales!

Este grito a la patria salvó.

que a sus bravos, en fieras batallas,

De entusiasmo sublime inflamó.
De este don sacrosanto la gloria

Merecimos. Tiranos ¡temblad!

Tiranos ¡temblad!

Tiranos ¡temblad!
¡Libertad! en la lid clamaremos.

Y muriendo, también ¡Libertad!

¡Libertad! en la lid clamaremos.

Y muriendo, también ¡Libertad!

Y muriendo, también ¡Libertad!

También ¡Libertad!

También ¡Libertad!
Orientales, la Patria o la tumba,

Libertad, o con gloria morir!

Orientales, la Patria o la tumba,

Libertad, o con gloria morir!
Es el voto que el alma pronuncia,

y que heroicos, sabremos cumplir.

Es el voto que el alma pronuncia,

y que heroicos, sabremos cumplir!

¡Que sabremos cumplir!
Es el voto que el alma pronuncia,

y que heroicos, sabremos cumplir!

¡Que sabremos cumplir!

¡Sabremos cumplir!

¡Sabremos cumplir!

¡Sabremos cumplir!»
Libertà o morire con gloria!

Orientali, la Patria o la tomba!

Libertà o morire con gloria!
È il voto che l'anima pronuncia

e che eroici sapremo compiere!

È il voto che l'anima pronuncia

e che eroici sapremo compiere!

Che sapremo compiere!
È il voto che l'anima pronuncia

e che eroici sapremo compiere!

Che sapremo compiere!

Sapremo compiere!

Sapremo compiere!

Sapremo compiere!
"Libertà, libertà Orientali!"

Questo grido la Patria salvò.

Che i suoi prodi nelle fiere battaglie

Di sublime entusiasmo infiammò.
"Libertà, libertà Orientali!"

Questo grido la Patria salvò.

Che i suoi prodi nelle fiere battaglie

Di sublime entusiasmo infiammò.
Di questo dono sacrosanto la gloria

Meritiamo: tiranni tremate!

Tiranni tremate!

Tiranni tremate!
"Libertà!" nella lotta grideremo,

E anche morendo "Libertà"!

"Libertà!" nella lotta grideremo,

E anche morendo "Libertà"!

E anche morendo "Libertà"!

Anche "Libertà"!

Anche "Libertà"!
Orientali, la Patria o la tomba,

Libertà o morire con gloria!

Orientali, la Patria o la tomba!

Libertà o morire con gloria!
È il voto che l'anima pronuncia

e che eroici sapremo compiere!

È il voto che l'anima pronuncia

e che eroici sapremo compiere!

Che sapremo compiere!
È il voto che l'anima pronuncia

e che eroici sapremo compiere!

Che sapremo compiere!

Sapremo compiere!

Sapremo compiere!

Sapremo compiere!»